# Billboard Argentina Hot 100
La Billboard Argentina Hot 100 è la classifica musicale ufficiale dell'Argentina, lanciata il 13 ottobre 2018 e redatta settimanalmente da Billboard Argentina, la divisione locale della rivista musicale statunitense Billboard.
La classifica combina i dati di riproduzione in streaming forniti da Luminate Data con quelli di airplay radiofonico di BMAT/Vericast per raggruppare le cento canzoni più popolari a livello nazionale nel paese sudamericano.

## Singoli con più settimane alla numero uno
25 settimane
- Karol G featuring Nicki Minaj – Tusa (2020)

13 settimane
- Sech, Ozuna e Anuel AA featuring Darell e Nicky Jam – Otro trago (2019)

10 settimane
- Daddy Yankee e Katy Perry featuring Snow – Con calma (2019)

9 settimane
- Daddy Yankee – Que tire pa lante (2019/20)

8 settimane
- Pedro Capó e Farruko – Calma (Remix) (2019)
- Maluma – Hawái (2020)